# Napoli (podjetje)
Napoli je avstrijski proizvajalec slaščic. Od leta 1970 je Napoli v lasti podjetja Manner.

## Zgodba
Podjetje Napoli je ustanovil Franz Andres leta 1949, kmalu po drugi svetovni vojni. Leta 1955 je Napoli kupil podjetje Casali. S tem je podjetje postalo drugi največji proizvajalec slaščic v Avstriji.
Leta 1970 je Napoli-Casali prevzel Carl Manner.
Potem ko so konec šestdesetih let 20. stoletja začeli proizvajati čokoladne piškote, a so bili med potrošniki le zmerno dobro sprejeti, so se Napoli Dragee piškoti, ustvarjeni leta 1974, zelo uspešno prodajali. Povezani oglaševalski slogan »Če bi le lahko nehal« je pridobil splošno priljubljenost tudi v Avstriji.
Zaradi povečanega povpraševanja po mlečni čokoladi je bila spremenjena receptura Napoli dragee piškotov. Leta 2002 so prvič ponudili Napoli Dragee piškote z mlečno čokolado. V letu 2009 so posodobili embalažo in ponudili letno spreminjajočo se edicijo z dodatnim okusom (»Piškoti leta«).

## Spletne povezave
- Spletno mesto piškotov Dragee